# Хвасо (станция метро)
«Хвасо» (кор. 화서역) — наземная станция Сеульского метро на Первой линии (линия Кёнбусон). Станция будет пересадочной для линии Синпундан, открытие которой планируется в 2019 году.
Она представлена двумя островными платформами. Станция обслуживается Корейской национальной железнодорожной корпорацией (Korail). Расположена в квартале Хвасо-2-дон района Пхальдальгу города Сувон (провинция Кёнгидо, Республика Корея). На станции установлены платформенные раздвижные двери.
На Первой линии поезда Кёнбусон зелёный экспресс (SC: Gyeongbu green express), Кёнбусон красный экспресс (GB: Gyeongbu red express. A Йонсан—Чонан и С Йондынпхо—Пёнчом), Кёнвон экспресс (GWː Gyeongwon) и Кёнкин экспресс (GI: Gyeongin) не обслуживают станцию.
Пассажиропоток — на 1 линии 17 376 чел/день (на 2013 год),.